# 北京中奥华美达大酒店
北京中奥华美达大酒店（英語：Ramada Parkside Beijing），位于北京市朝阳区慧忠北里214号。

## 简介
该酒店于2008年开业，是一家为2008年北京奥运会改造而成的四星级酒店，参与承担了此次奥运会的接待服务工作。酒店内设有高级会议空间，多功能宴会厅，高级自助西餐厅，商务中心等区域。
2014中国APEC峰会期间，该酒店是主办方向媒体记者推荐的酒店之一。